# Атмосферний тиск

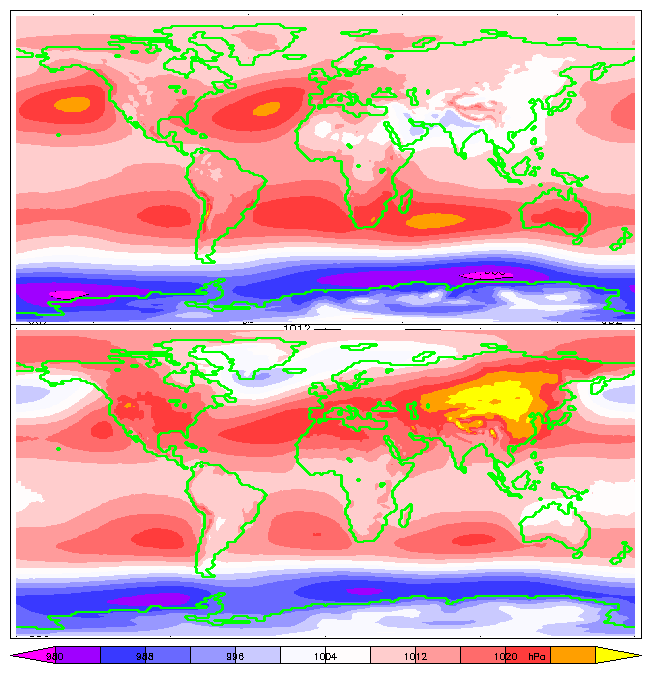
Середньорічні значення атмосферного тиску на рівні моря для червня-серпня (зверху) та грудня-лютого (знизу)

Атмосферний тиск — тиск, з яким атмосфера Землі діє на земну поверхню і всі тіла, що на ній розташовані.
Атмосферний тиск падає з висотою, оскільки він створюється лише шаром атмосфери, що лежить вище, і навпаки, у глибоких шахтах збільшується. Залежність P(h) описується т. зв. барометричною формулою.
Нормальним атмосферним тиском заведено вважати тиск у 760 мм рт. ст. (101 325 н/м², або 101 325 Па) (на рівні моря географічної широти 45°) або 1,01325 бар (1013,25 мбар). Відзначено коливання атмосферного тиску (на рівні моря) у межах 684—809 мм рт. ст. (від 90 000 н/м² до 110 000 н/м²).

## Коливання тиску

Залежність атмосферного тиску від висоти над рівнем моря

На земній поверхні атмосферний тиск змінюється залежно від місця та часу. Особливо важливі неперіодичні зміни атмосферного тиску, пов'язані з виникненням, розвитком і руйнуванням повільно рухомих ділянок високого тиску — антициклонів і відносно швидко рухомих величезних вихорів — циклонів, у яких панує знижений тиск, що визначає погоду. Зміни термічного поля Землі за сезонами року, обумовлені різницею в нагріванні океанів та материків, викликають коливання над ними й атмосферного тиску. Взимку над материками повітря холодніше, ніж над океанами, однакова маса повітря над акваторіями займає більший обсяг — утворюються пагорби. Повітря по верху «стікає» з океанів на материки. Загальна вага повітряного стовпа над континентами підвищується, тут утворюються ділянки підвищеного тиску — антициклони. Оскільки взимку над океанами повітря тепліше, над водною поверхнею вага повітря зменшується, утворюються ділянки зниженого тиску — циклони.

## Історія досліджень

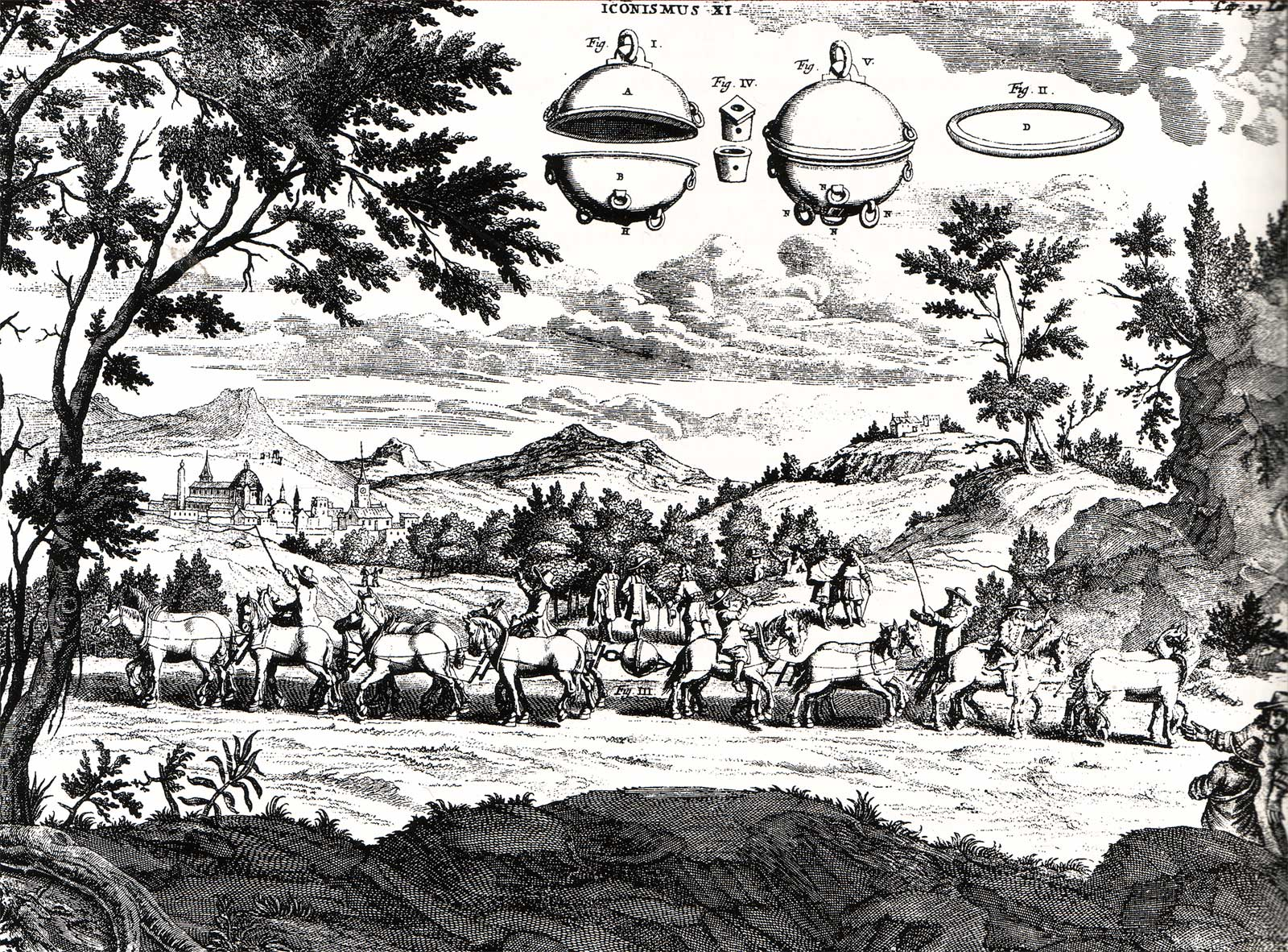
Експеримент XVII століття, виконаний Отто фон Геріке. Він відкачав повітря з порожнини між двома металевими півкулями, складеними разом. Тиск атмосфери так сильно притиснув півкулі одна до одної, що їх не могли розірвати вісім пар коней.

Вважалося, що всмоктувальні насоси працюють через те, що «природа боїться порожнечі». Але голландець Ісаак Бекман у тезах своєї докторської дисертації, захищеної ним у 1618 році, стверджував: «Вода, що підіймається всмоктуванням, не притягується силою порожнечі, але гнана у порожнє місце налягаючим повітрям» (Aqua suctu sublata non attrahitur vi vacui, sed ab aere incumbentein locum vacuum impellitur).
У 1630 році генуезький фізик Балліані написав листа Галілею про невдалу спробу влаштувати сифон для підйому води на пагорб заввишки приблизно 21 метр. В іншому листі Галілею (від 24 жовтня 1630 року) Балліані припустив, що підйом води в трубі зумовлений тиском повітря.
Наявність атмосферного тиску збентежила людей у 1638 році, коли не вдалася затія герцога Тосканського прикрасити сади Флоренції фонтанами — вода не підіймалася вище 10,3 метрів. Пошуки причин цього й досліди з більш важкою речовиною — ртутью, здійснені Еванджелістою Торрічеллі, призвели до того, що в 1643 ріку він довів, що повітря має вагу. Спільно з В. Вівіані, Торрічеллі провів перший дослід з вимірювання атмосферного тиску, винайшовши перший ртутний барометр — скляну трубку, в якій немає повітря. У такій трубці ртуть підіймається на висоту близько 760 мм.

## Географія
Розподіл атмосферного тиску на картах показують за допомогою ізобар. Ізобари липня йдуть приблизно по паралелях. На південних материках у січні утворюються області зниженого тиску, які обмежені замкнутими ізобарами.
Поблизу екватора атмосферний тиск знижений. Великої висоти та інтенсивності у приекваторіальній зоні досягають висхідні потоки, що викликають утворення потужних купчасто-дощових хмар та випадіння зливових опадів. Це смуга зенітальних дощів, які щоденно повторюються та збігаються за часом з положенням Сонця у зеніті.
На північ та південь від екватора у субтропічних широтах між 30—35-ми паралелями утворюється субтропічна зона високого тиску, що складається з ряду субтропічних антициклонів, які переміщуються у широтному напрямку. Від краю поширення субтропічних антициклонів убік екватора дмуть стійкі вітри — пасати. Схема загальної циркуляції атмосфери порушується мусонами та тропічними циклонами. Основний ареал тропічних мусонів — південно-східна околиця Євразії, він пов'язаний з акваторіями Індійського та Тихого океанів.
Переважні вітри середніх широт — західні. Тут панує західне перенесення повітряних мас.
Від субполярної зони низького тиску в напрямку північного та південного полюсів атмосферний тиск у середньому за рік знову росте. Однак стійкі антициклональні умови зберігаються переважно в Східній Антарктиді, де циклони дуже рідкісні. В Арктичному басейні навпаки, за винятком внутрішніх районів і півночі Гренландії, дуже активна циклонічна діяльність.

## Середній тиск на рівні моря

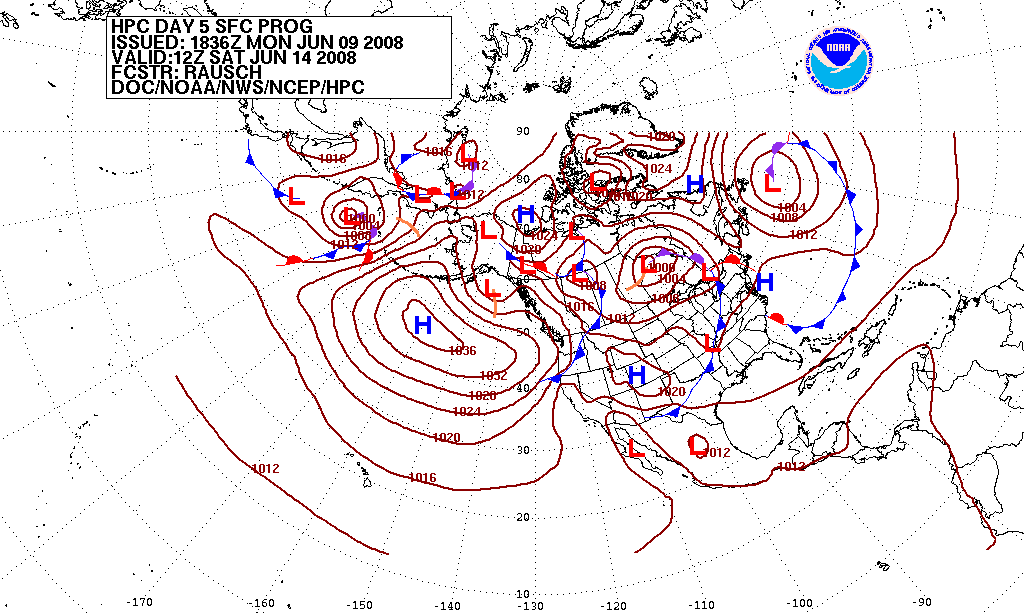
Карта, що показує атмосферний тиск у мбар або гПа

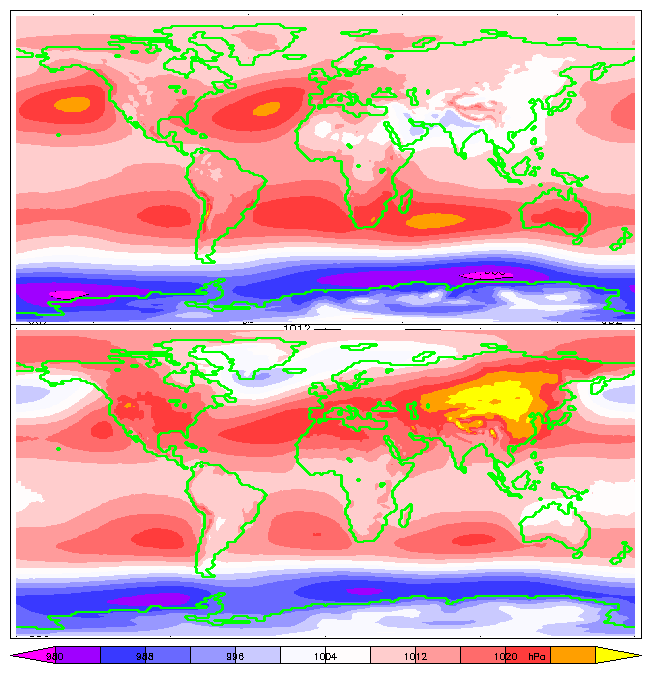
15-річний середній тиск на рівні моря за червень, липень і серпень (вгорі) та грудень, січень і лютий (внизу). Реаналіз ERA-15.

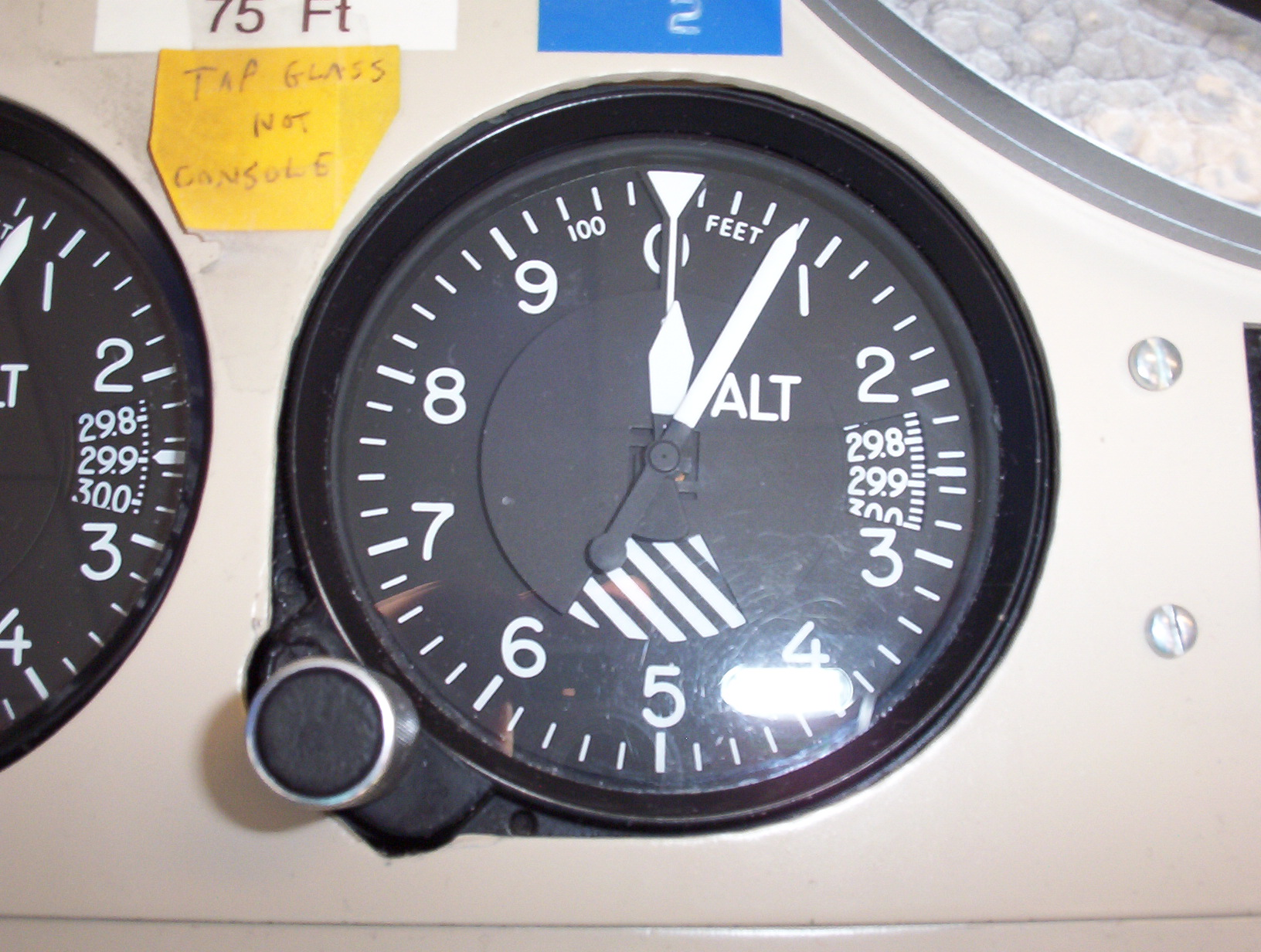
Барометричний авіаційний висотомір типу Коллсмана.

Середній тиск на рівні моря (англ. mean sea-level pressure, MSLP) є атмосферним тиском на середньому рівні моря. Це атмосферний тиск, який зазвичай наводиться в погодних зведеннях по радіо, телебаченню, у газетах або в Інтернеті.
Середній тиск на рівні моря становить 1 013,25 гПа (29,921 дюйм рт. ст.; 760,00 мм рт. ст.). У авіаційних погодних звітах (METAR), QNH передається по всьому світу в гектопаскалях або мілібарах (1 гектопаскаль = 1 мілібар), за винятком Сполучених Штатів, Канади та Японії, де він повідомляється в дюймах ртутного стовпчика (до двох десяткових знаків). Сполучені Штати та Канада також повідомляють тиск на рівні моря SLP, який коригується до рівня моря за допомогою іншого методу, у розділі приміток, а не в міжнародно переданій частині коду, в гектопаскалях або мілібарах. Однак у публічних погодних звітах Канади тиск на рівні моря повідомляється в кілопаскалях.
У зауваженнях до погоди США передаються лише три цифри; десяткові точки та одна або дві найбільш значущі цифри опускаються: 1 013,2 гПа (14,695 psi) передається як 132; 1 000 гПа (100 кПа) передається як 000; 998,7 гПа передається як 987 тощо. Найвищий тиск на рівні моря на Землі спостерігається в Сибіру, де Сибірський антициклон часто досягає тиску на рівні моря понад 1 050 гПа (15,2 psi; 31 дюйм рт. ст.), з рекордними максимумами близько до 1 085 гПа (15,74 psi; 32,0 дюйм рт. ст.). Найнижчий вимірюваний тиск на рівні моря знаходиться в центрах тропічних циклонів та торнадо, з рекордно низьким значенням 870 гПа (12,6 psi; 26 дюйм рт. ст.).

## Рекорди
Найвищий відкоригований до рівня моря атмосферний тиск, коли-небудь зареєстрований на Землі (вище 750 метрів), становив 1 084,8 гПа (32,03 дюйм рт. ст.) і був виміряний у Тосонценгелі, Монголія 19 грудня 2001 року. Найвищий відкоригований до рівня моря атмосферний тиск, коли-небудь зареєстрований (нижче 750 метрів), був у місті Агата в Евенкійському автономному окрузі, Росія (66°53' пн, 93°28' сх, висота: 261 м, 856 фут) 31 грудня 1968 року і становив 1 083,8 гПа (32,005 дюйм рт. ст.). Це розрізнення викликане проблемними припущеннями (припущення стандартного градієнта температури) щодо зниження до рівня моря з великих висот.
Мертве море, найнижча точка на Землі, що розташована на 430 метрів (1 410 фут) нижче рівня моря, має відповідно високий типовий атмосферний тиск 1,065 гПа. Рекорд тиску нижче рівня моря становив 1 081,8 гПа (31,95 дюйм рт. ст.) і був встановлений 21 лютого 1961 року.
Найнижчий негативний атмосферний тиск, коли-небудь виміряний (не пов'язаний з торнадо), становив 870 гПа (0,858 атм; 25,69 дюймів рт. ст.), встановлений 12 жовтня 1979 року під час тайфуну Тіп у західній частині Тихого океану. Вимірювання було здійснене за допомогою інструментального спостереження з розвідувального літака.

## Вимірювання на основі глибини води
Один атмосфера (101,325 кПа or 14,7 psi) — це також тиск, спричинений вагою стовпа прісної води заввишки приблизно 10,3 м. Таким чином, водолаз на глибині 10,3 м відчуває тиск близько 2 атмосфер (1 атм повітря плюс 1 атм води). Відповідно, 10,3 м — це максимальна висота, на яку вода може бути піднята за допомогою всмоктування за стандартних атмосферних умов.

## Точка кипіння рідин

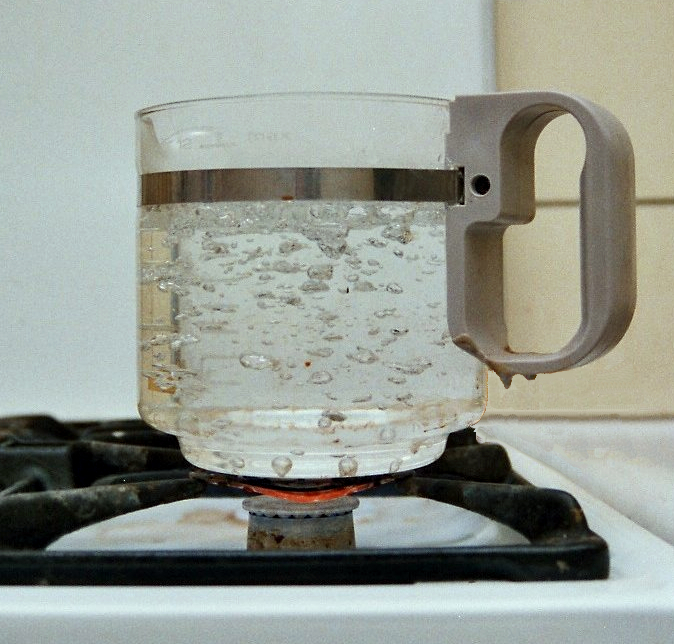
Кипіння води

Чиста вода кипить при 100 °C (212 °F) за стандартного атмосферного тиску на Землі. Точка кипіння — це температура, при якій тиск пари дорівнює атмосферному тиску навколо рідини. Через це точка кипіння рідин нижча при нижчому тиску і вища при вищому тиску. Тому приготування їжі на великих висотах вимагає коригування рецептів або варіння під тиском. Приблизну висоту можна визначити, вимірявши температуру, при якій кипить вода; в середині 19-го століття цей метод використовували дослідники. Навпаки, якщо хтось бажає випарувати рідину при нижчій температурі, наприклад, під час дистиляції, атмосферний тиск можна знизити за допомогою вакуумного насоса, як у роторному випарнику.

## Вимірювання тиску та карти
Важливим застосуванням знання про те, що атмосферний тиск безпосередньо змінюється з висотою, було визначення висоти пагорбів і гір завдяки надійним приладам вимірювання тиску. У 1774 році Маскелайн підтверджував теорію гравітації Ньютона на горі Шихаллйон у Шотландії, і йому потрібно було точно виміряти висоти на схилах гори. Вільям Рой, використовуючи барометричний тиск, зміг підтвердити визначення висоти Маскелайна; розбіжність становила менше одного метра . Цей метод став і продовжує бути корисним для геодезичних робіт та створення карт.

## Барометричний тиск
Барометричний тиск (англ. barometric (atmospheric) pressure, нім. barometrischer Druck) — те ж саме, що й абсолютний атмосферний тиск.